# Електронні навчальні видання
Електронне навчальне видання (ЕНВ) — це електронне видання, що містить систематизовані дані наукового або прикладного характеру, подані у формі, зручній для навчання і викладання, у вигляді текстової, графічної, цифрової, мовної (звукової), музичної, фото-, відео- та іншої інформації або як сукупність таких форм подання інформації. Електронне видання може бути розміщене на будь-якому носієві інформації — оптичному (CD, DVD-ROM тощо), магнітному (магнітний диск) або іншому, який може забезпечити збереження автентичності цього видання і придатний для відтворення на відповідних технічних пристроях, а також може бути опубліковане в комп'ютерній мережі.

## Основні різновиди ЕНВ
У класифікаторі електронних навчальних видань виокремлено такі їх різновиди:
- електронні навчально-методичні комплекси (інформаційно-дидактичні ресурси дисципліни у формі електронного видання);
- електронні підручники;
- електронні навчальні посібники;
- електронні конспекти.

Також існує альтернативна класифікація, яка поділяє ЕНВ на ЕНВ індивідуального розповсюдження, мережеве ЕНВ, ЕНВ комбінованого розповсюдження, методичні інформаційні ресурси.

## Правила розробки ЕНВ
На етапі розробки концепції майбутнього ЕНВ редактор спільно із програмістом має керуватися такими принципами:
1. При розробці ЕНВ доцільно підбирати як джерела такі друковані й електронні видання, які найбільш повно відповідають стандартній програмі, лаконічні та зручні для створення гіпертекстів, містять велику кількість прикладів і завдань, є в зручних форматах (принцип збирання).
2. Робиться розбивка матеріалу на складові частини, що складаються з модулів, мінімальних за обсягом, але замкнутих за змістом, а також складається перелік понять, які необхідні та достатні для опановування предметом.
3. Перероблюються тексти джерел відповідно до змісту і структури модулів; виключаються тексти, що не ввійшли до переліків, і додаються ті, котрих немає у джерелах; визначаються зв'язки між модулями та інші гіпертекстові зв'язки. Таким чином, підготовлюється проєкт гіпертексту для комп'ютерної реалізації.
4. Гіпертекст реалізується в електронній формі. Як результат, створюється примітивне електронне видання, що вже може бути використане в навчальному процесі.
5. Розробляється комп'ютерна підтримка, інструкції для користувачів із застосування інтелектуального ядра електронного ЕНВ. Тепер воно готове до подальшого вдосконалювання за допомогою мультимедійних засобів.
6. Змінюються способи пояснення окремих понять і тверджень і відбираються тексти для заміни мультимедійними матеріалами.
7. Розробляються сценарії візуалізації модулів для досягнення найбільшої наочності, максимального розвантаження екрана від текстової інформації та використання емоційної пам'яті учня/студента для полегшення розуміння і запам'ятовування навчального матеріалу.
8. Робиться візуалізація текстів, тобто комп'ютерне втілення розроблених сценаріїв із використанням малюнків, графіків і, можливо, анімації.

На етапі підготовки ЕНВ до експлуатації допускається можливість незначного коригування його змістових та мультимедійних компонентів.

## Переваги використання ЕНВ у навчальному процесі
Зважаючи на те, що ЕНВ є новітнім засобом у сучасній освіті, вони мають низку переваг над традиційними навчальними виданнями, а саме:
1. Інтерактивність, тобто наявність зворотного зв'язку (вбудовані тест-системи забезпечують миттєвий контроль засвоєння інформації, інтерактивний режим дозволяє обирати швидкість проходження навчального матеріалу).
2. Використання можливостей мультимедіа, об'єднання в інтерактивний продукт кількох способів подання інформації: текст, статична ілюстративна частина, динамічна ілюстративна частина та звук. Мультимедійні об'єкти поєднуються між собою гіперпосиланнями, відтак видання стає гіпермедійним.
3. Можливість переходу за посиланнями до додаткових джерел інформації.
4. Простота оновлення матеріалу, а також висока швидкість, із якою ці зміни передаються користувачам.
5. Можливість побудови простого і зручного механізму навігації в межах ЕНВ.
6. Розвинутий пошуковий механізм.

Ці характеристики дозволяють ЕНВ набувати функцій універсального освітнього засобу видавничо-технологічного характеру.